# Ногаредо
Ногаредо, Ноґаредо (італ. Nogaredo, вен. Nogaredo) — муніципалітет в Італії, у регіоні Трентіно-Альто-Адідже,  провінція Тренто.
Ногаредо розташоване на відстані близько 470 км на північ від Рима, 18 км на південь від Тренто.
Населення — 2014 осіб (2014).
Щорічний фестиваль відбувається 13 грудня. Покровитель — San Leonardo.

## Демографія
Населення за роками:

Станом на 1 січня 2023 року в муніципалітеті офіційно проживали 62 іноземці з 21 країни, серед них 29 громадян країн Євросоюзу.

## Сусідні муніципалітети
- Ізера
- Роверето
- Вілла-Лагарина